# Tadeusz Biedzki
Tadeusz Biedzki (ur. 21 marca 1953 w Bykowinie (ówcześnie Nowy Bytom, dziś Ruda Śląska)) – polski pisarz, dziennikarz, podróżnik, przedsiębiorca. Autor książek podróżniczych i powieści sensacyjno-historycznych. Nagrodzony m.in. Bursztynowym Motylem im. Arkadego Fiedlera za książkę „W piekle eboli” oraz Kryształowym Laurem z Diamentem za całokształt twórczości. Podróżnik wędrujący z żoną Wandą głównie po Trzecim Świecie. Właściciel kilku firm. Od marca 2000 roku konsul honorowy Republiki Łotewskiej w Katowicach.

## Życiorys
Urodził się 21 marca 1953 roku na terenie obecnej Rudy Śląskiej w rodzinie inteligenckiej. Maturę zdał w III LO w Rudzie Śląskiej, następnie ukończył studia na Akademii Ekonomicznej w Katowicach. Na II roku studiów podjął pracę w katowickim „Dzienniku Zachodnim”, następnie współpracował i pracował w krakowskim „Studencie”, „Trybunie Śląskiej”, warszawskiej „Polityce” i katowickiej „Panoramie”. Po 13 grudnia 1981 roku został zwolniony z redakcji „Panoramy” z zakazem pracy w mediach i zatrzymany za zbieranie materiałów o stanie wojennym. Po zwolnieniu z aresztu był bezrobotny. Autor artykułów w prasie podziemnej. Od 1983 do 1989 roku w zespole warszawskiego „Przeglądu Tygodniowego”, gdzie zatrudniano tzw. dziennikarzy niezweryfikowanych przez władze. Od 1991 do 2000 roku był prezesem Górnośląskiego Towarzystwa Prasowego i redaktorem naczelnym „Trybuny Śląskiej” i „Trybuny Śląskiej-Dzień”.
W 1987 roku założył pierwszą firmę, a potem następne. Współzałożyciel pierwszej organizacji samorządu gospodarczego na Śląsku – Regionalnej Izby Gospodarczej w Katowicach (1990). Od początku lat 90. podróżował z żoną po świecie. Odwiedził kilkadziesiąt krajów, przewędrował Afrykę, Azję, Amerykę Południową, zwiedził Europę. Jest znawcą krajów Trzeciego Świata. Od marca 2000 roku jest konsulem honorowym Republiki Łotewskiej w Katowicach.

## Twórczość
- „Władcy Śląska” – pierwsza reporterska książka o komunistycznych dygnitarzach lat 70. wydana w grudniu 1981 roku, a kilka dni później, po ogłoszeniu stanu wojennego, cały jej 100 tys. nakład został wycofany ze sprzedaży i przemielony.
- „Miasto na wulkanie” – o niszczonym przez górnictwo Bytomiu oraz „Ślązacy i Schlesierzy”, pierwsza w komunistycznej Polsce pozycja poświęcona wzajemnym stosunkom śląskich Polaków i Niemców – ukazały się w połowie lat 80.
- „Sen pod baobabem” – książką będącą efektem wielu podróży po Afryce, pokazującą Czarny Kontynent bez politycznej poprawności, powrócił po niemal 20 latach przerwy w pisaniu, spowodowanej zaangażowaniem w życie gospodarcze; uznano ją za Podróżniczą Książkę 2012 roku.
- „Zabawka Boga” – sensacyjno-historyczna powieść, której akcja toczy się przez 2 tys. lat i znajduje zaskakujące rozwiązanie w XXI wieku; ukazała się w 2013 roku.
- „Dziesięć bram świata” – wydany w 2014 roku zbiór 10 opowieści prezentujących najbardziej dramatyczne wydarzenia, jakie przeżył i niezwykłych ludzi, których poznał w świecie.
- „W piekle eboli” – reporterska relacja z wyprawy do ogarniętej epidemią eboli Afryki Zachodniej; ukazała się w 2015 roku.
- „Ostatnie srebrniki” – historyczno-sensacyjna powieść o szkatułce sprzed 2 tys. lat, której dramatyczne losy sięgają aż do współczesności;
- „Wyspy niepoliczone” – pierwsza polska książka opisująca najważniejsze wyspy, regiony, ludy i tradycje Indonezji, prezentująca jej nieznane, zdumiewające i szokujące oblicze; ukazała się w 2019 rroku[1].
- „Trylogia afrykańska” („Pod baobabem”, „Gorączka”, „W Afryce”) – reporterski obraz współczesnej Afryki prezentujący w trzech tomach piękne i straszne jej oblicze, przedstawiony poprzez niezwykłe, szokujące losy jej mieszkańców; ukazała się w 2022 roku.
- „Górnicy. Opowieści spod ziemi” – zbiór reportaży o polskiej egzotyce: portrety górników o frapujących, sensacyjnych życiorysach; ukazała się w 2024 roku.

## Nagrody i wyróżnienia
- Nagroda Bursztynowy Motyl im. Arkadego Fiedlera za książkę „W piekle eboli” (2016)
- Nagroda Miles Bonus Zakonu Rycerskiego Templariuszy za książkę „Zabawka Boga” (2014)
- Nagroda Hanys 2014 za całokształt twórczości (2014)
- Złoty Laur Umiejętności i Kompetencji – za osiągnięcia gospodarcze (1994)
- Złoty Krzyż Zasługi (2000)
- Honorowa Odznaka Krajowej Izby Gospodarczej (2015)
- Kryształowy Laur z Diamentem za całokształt twórczości literackiej (2022)[2]
- Wybitny Absolwent Uniwersytetu Ekonomicznego w Katowicach (2023)[3]